# FK-Comae-Berenices-Stern
FK-Comae-Berenices-Sterne, kurz FK-Comae-Sterne, sind eine kleine Gruppe schnell rotierender veränderlicher Sterne. Es handelt sich um Riesen mit den Spektraltypen G bis K und einer Amplitude von weniger als 0,5 mag. Die stellare Aktivität aufgrund der schnellen Rotation führt zu starken Emissionen im Bereich der Röntgenstrahlung.

## Eigenschaften

### Spektrum
FK-Comae-Sterne sind Riesen der Spektralklasse G bis K mit breiten Emissionslinien des Kalziums (H und K). Manchmal zeigen die Spektren auch H-alpha Emission.

### Lichtkurve
Die FK-Comae-Sterne zeigen eine Veränderlichkeit geringer Amplitude von weniger als 0,5 mag, die in den meisten Fällen 0,1 mag nicht überschreitet. Weder die Zyklenlänge von einigen Tagen noch die Amplitude oder die Form der Lichtkurve ist konstant. Neben einer photometrischen Veränderlichkeit sind auch die chromsphärischen Spektrallinien des Ca II und die Balmerlinien Schwankungen mit den gleichen Zyklenlängen unterworfen.

#### Ursache des Lichtwechsels
Ursprünglich wurden die FK-Comae-Sterne als Einzelsterne in Abgrenzung zu den RS-CVn-Sternen definiert. Diese vermutete Eigenschaft konnte aber nicht aufrechterhalten werden nach der Entdeckung von periodisch veränderlichen Radialgeschwindigkeiten bei UZ Lib und bei FK Com, die als Umlaufbewegung in einem Doppelsternsystem interpretiert werden. Als Ursache der Veränderlichkeit sind zwei Hypothesen entwickelt worden:
- Ein rotierender heller Fleck erzeugt die zyklische Veränderlichkeit. Er entsteht an dem Ort, an dem Materie von dem Begleiter auf den Riesenstern trifft.
- Die Veränderlichkeit ist eine Folge von ungleichmäßig verteilten Sternflecken auf der Oberfläche des rotierenden Riesen

Heute wird die zweite Hypothese allgemein als zutreffend angesehen.

### Sternflecken
Durch Photometrie kann anhand der Lichtkurve die Größe und Verteilung der Sternflecken rekonstruiert werden. Diese Lösung ist aber von einer Reihe von Annahmen abhängig wie z. B. eine kreisrunde Form, da auch bei Mehrfarbenfotometrie die Lösung unterbestimmt ist. Hochauflösende Doppler-Tomographie kann dagegen auch die Temperatur und Form der Sternflecken eindeutig bestimmen. Aufgrund der Rotationsgeschwindigkeit von mehr als 100 km/s ist es wegen der Rotationsverbreiterung in den Spektren möglich, einzelne Bereiche der Oberfläche des Sterns Abschnitten einer Absorptionslinie zuzuordnen. Durch die Rotation wandern diese Bereiche durch die Absorptionslinie und ermöglichen durch die Analyse mehrerer Linien eine indirekte Auflösung der Sternoberfläche von einigen Grad.

#### Eigenschaften der Sternflecken
Die magnetische Flussdichte in den Sternflecken auf FK-Comae-Sternen kann Maximalwerte von einigen hundert Gauß erreichen. Parallel zur Helligkeit und der Magnetfeldstärke schwankt die Stärke der Emissionslinien des Wasserstoffs. Die Temperatur in den Sternflecken liegt ungefähr 1000 Kelvin niedriger als auf der ungestörten Oberfläche, wobei es sich um eine mittlere Temperatur handelt, da eine Unterscheidung zwischen Umbra und Penumbra nicht möglich ist. Auf den FK-Comae-Sternen konnte differentielle Rotation nachgewiesen werden, da die Geschwindigkeit der Wanderung der Sternflecken abhängig von der stellaren Breite ist und die Rotationsgeschwindigkeit wie bei der Sonne zum Pol hin abnimmt. Daneben konnte auch auf FK-Comae-Sternen der Flip-Flop-Effekt beobachtet werden. Dieser auch für die Sonne und BY-Draconis-Sterne beschriebene Effekt beruht auf der Beobachtung, dass häufig nach dem Verschwinden eines großen Sternflecks kurze Zeit später ein neuer Sternfleck um 180° versetzt, das heißt auf der Rückseite, auf der Sternoberfläche erscheint. Daneben tritt manchmal auch eine Versetzung in der Phase der dominierenden Sternflecken auf. Der Unterschied zwischen dem Flip-Flop-Effekt und dem Phase-Jump ist, dass die Versetzung nicht um 180° geschieht. Eine Erklärung dieser Phänomene im Rahmen der Theorie stellarer Magnetfelder durch den magnetohydrodynamischen Dynamo steht noch aus.

### Vorkommen in Sternkatalogen
Der General Catalogue of Variable Stars listet aktuell lediglich knapp 10 Sterne mit dem Kürzel FKCOM, womit nur 0,02 % aller Sterne in diesem Katalog zur Klasse der FK-Comae-Berenices-Sterne gezählt werden.

## Entwicklung
Das Stadium eines Sterns, in dem er als FK-Comae-Stern beobachtet wird, ist recht kurz. Aufgrund der stellaren Aktivität entsteht ein Sternwind in der heißen Korona, die auch für intensive Röntgenemission verantwortlich ist. Der Sternwind folgt den ins All sich erstreckenden offenen Magnetfeldlinien und muss daher vom Stern mitgeschleppt werden. Dies führt zu einem Verlust von Drehmoment und die Rotationsgeschwindigkeit des Sterns nimmt ab. FK-Comae-Sterne sind auch dynamisch keine jungen Sterne, die erst vor wenigen Millionen Jahren entstanden sind. Daher wurde die hohe Rotationsgeschwindigkeit entweder durch den Transfer von Materie von einem Begleiter auf den Riesen erreicht, wobei neben Materie auch Drehmoment ausgetauscht wurde. Oder es handelt sich um eine Verschmelzung eines Doppelsternsystems, die zu einem schnell rotierenden Einzelstern führte. Wenn die Rotationsgeschwindigkeit bei den FK-Comae-Sternen abgenommen hat, werden sie als Blauer Nachzügler wahrgenommen, da sie zu massereich für ihr Alter sind. Als potentielle Vorläufer der FK-Comae-Berenices-Sterne gelten die W-Ursae-Majoris-Sterne und die Leuchtkräftigen Roten Novae.
Allerdings spricht die Entdeckung einer Lithium-Linie im Spektrum einiger der FK-Comae-Sterne gegen eine Entstehung aus einem verschmelzenden Doppelsternsystem. Das Element Lithium wird bereits bei Temperaturen unterhalb der Zündtemperatur für das Wasserstoffbrennen im Sterninneren zerstört und ein Merger sollte mit einer starken Vermischung des Sterninneren einhergehen. Ein alternatives Szenario geht davon aus, dass die Zone mit konvektivem Energietransport den mit hoher Geschwindigkeit rotierenden Kern von FK-Comae-Sternen erreicht und daher frisch synthetisiertes Lithium an die Oberfläche gespült wird.

## Beispiele
- FK Com, V1794 Cyg, UZ Lib und AB Dor.[10]